# أسينافثيلين
أسينافثيلين  عبارة عن هيدروكربون عطري متعدد الحلقات يتكون من النفثالين والإيثيلين مرتبطان جسرياً عند الوضع 1 و8 . 
وهو مكون لقطران الفحم . يعطي اختزال مجموعة الإيثيلين مركب ذو صلة بالأسينافثين . وخلافاً لمعظم الهيدروكربونات العطرية متعددة الحلقات ، فإنه لايوجد لديه فلورية .

## مسودات
1. ↑  Acenaphthylene Fact Sheet نسخة محفوظة 26 يناير 2013 على موقع واي باك مشين.
2. ↑  Safety (MSDS) data for acenaphthylene نسخة محفوظة 11 أبريل 2009 على موقع واي باك مشين.